# Barwicha
Barwicha (russisch Барви́ха) ist eine Siedlung (possjolok) Ort im Rajon Odinzowo der Oblast Moskau.

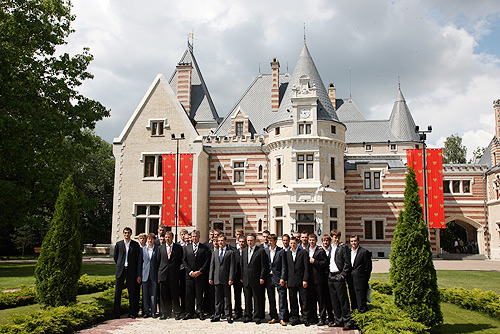
Schloss Meyendorff (2008)

Sie ist Teil der Rubljowka genannten Villengegend und liegt gut sechs Kilometer westlich außerhalb der Moskauer Ringautobahn, die dort die Stadtgrenze bildet, südlich des gleichnamigen, am rechten Ufer der Moskwa und der Rubljowo-Uspensker Chaussee gelegenen Dorfes (derewnja) in Richtung der Stadt Odinzowo und der Autobahn M1.
In Barwicha liegt unter anderem das Schloss Meyendorff, heute Gästehaus des russischen Präsidenten.
Zur Landgemeinde Barwichinskoje selskoje posselenije mit Sitz im Dorf Barwicha, zu der auch die Siedlung gehört, zählen weitere Villenviertel, wie im einige Kilometer westlich gelegenen Dorf Ussowo; dort befindet sich das Anwesen Nowo-Ogarjowo, seit 2000 Residenz des russischen Präsidenten.